# Konstal 105N
Konstal 105N – typ tramwaju produkowanego w latach 1973–1979 przez zakłady Konstal w Chorzowie. Wersja wąskotorowa tego tramwaju oznaczona została pierwotnie jako 105NW, a później 805N. Wagony te w momencie powstania były konstrukcją nowoczesną, wyróżniającą się zarówno budową (kanciaste pudło), jak i znacznie lepszymi parametrami eksploatacyjnymi niż inne polskie wagony eksploatowane w tamtych latach. Obecnie większość z nich została skasowana albo przebudowana na wagony 105Na/805Na lub zostały wozami historycznymi. Jedna sztuka w GZM jest eksploatowana jako pojazd liniowo-historyczny na liniach obsługiwanych z zajezdni Katowice-Zawodzie.

## Geneza
Równocześnie z pracami nad tramwajem 102N prowadzone były prace nad projektem czteroosiowego tramwaju stycznikowego z doczepą bierną. Pod koniec lat 60. opracowano dwa prototypy 103N i 104N, które jednak nie weszły do seryjnej produkcji z powodu negatywnego zaopiniowania przez przewoźników. W 1970 roku po raz kolejny podjęto prace projektowe, tym razem nad typem 105N. Konstrukcja tramwaju została opracowana w Biurze Konstrukcyjnym Konstal przez zespół pracowni konstrukcji tramwajów. Głównym autorem był inż. Henryk Ciosiński, kierujący pracownią. Prototyp tego tramwaju przedstawiła Chorzowska Wytwórnia Konstrukcji Stalowych Konstal w 1973 roku. Pierwsze egzemplarze trafiły do Warszawy (2 sztuki) oraz Katowic (1 sztuka). Po udanych testach seryjną produkcję rozpoczęto w listopadzie 1974 roku.

## Nazwa
Nazwa 105N pochodzi od numeru typu wagonu według norm stosowanych w Polsce w nazewnictwie wagonów kolejowych. Wszystkie modyfikacje oznaczano przez dołączanie małych liter na koniec nazwy, począwszy od „a”.
| Znak | Opis                            |
| ---- | ------------------------------- |
| 1    | wagon pasażerski normalnotorowy |
| 05   | piąty z kolei model             |
| N    | wagon tramwajowy znormalizowany |
| W    | wagon wąskotorowy (do 1984 r.)  |

## Konstrukcja

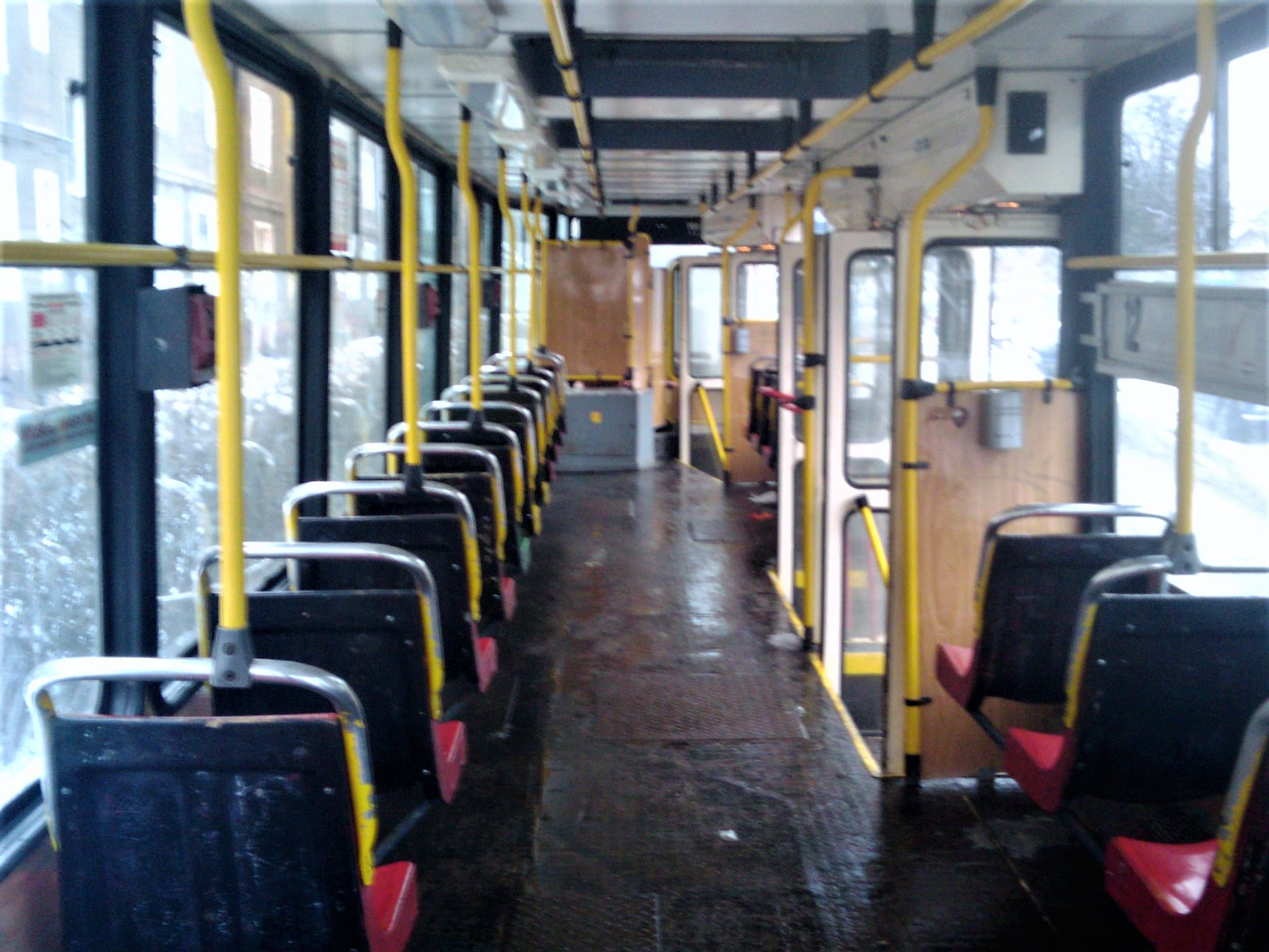
105N – wnętrze, motorniczy był oddzielony od przedziału pasażerskiego jedynie częściowo, barierkami z niewielkimi płytami

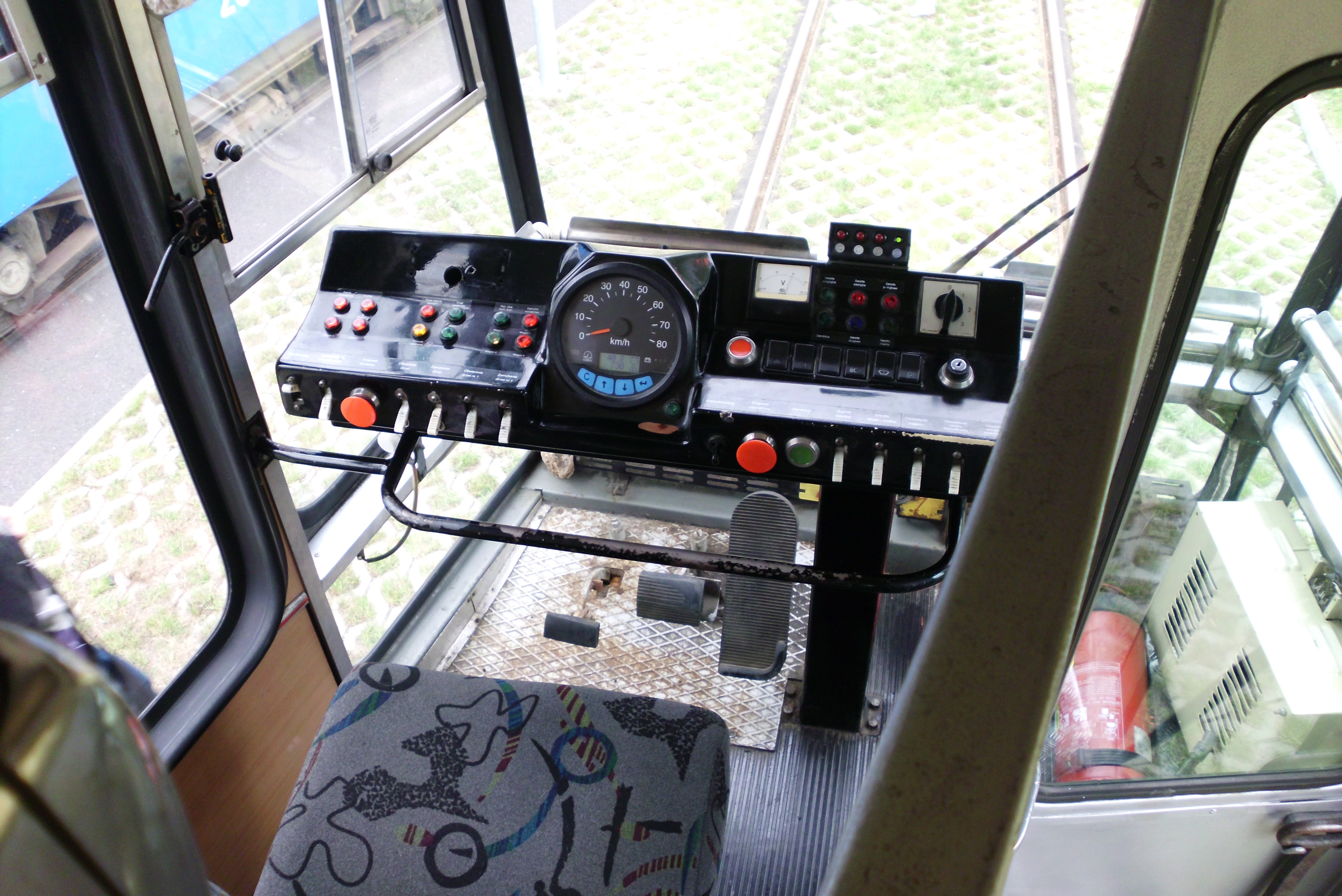
Pulpit motorniczego (po niewielkiej modernizacji)

105N to jednoczłonowy, jednokierunkowy, jednostronny wagon silnikowy, wyposażony w cztery pary drzwi.
Tramwaj 105N miał być początkowo nowszą wersją tramwaju 13N. Z tego względu podczas budowy zastosowano wiele elementów i rozwiązań tożsamych z tramwajami 13N, szczególnie jeśli chodzi o mechanikę i elektrykę, która została przeniesiona bez większych zmian. Jednakże otrzymały inne, lżejsze, kanciaste nadwozie (wówczas bardziej nowoczesne).
W wagonie zastosowano większą liczbę drzwi, powiększono także okna, nad drzwiami umieszczono ekspozytory tablic liniowych, a przedział motorniczego oddzielono od reszty wagonu niewielką szafką z elektryką i kawałkiem dykty. Pierwotnie projektowano dłuższe 14-metrowe nadwozie (typ 104N), pozwalające na uzyskanie większej sztywności dzięki ściance bocznej znajdującej się między środkowymi parami drzwi, lecz warszawskie MZK sprzeciwiło się takiej długości z uwagi na skrajnię i nadwozie skrócono, rozdzielając drzwi wąskim słupkiem, tworząc typ 105N. Obliczenia wytrzymałościowe półsamonośnego nadwozia po raz pierwszy w Polsce wykonywano komputerowo. Charakterystyczne były wąskie poziome okienka umiejscowione pod przednią i boczną szybą kabiny motorniczego – ze względu na dużą ilość powierzchni szklanych, tramwaj nazywany był „akwarium”. Układ elektryczny tramwaju umożliwiał jazdę ukrotnioną, ale tylko w składach dwuwagonowych, moc tramwaju była jednak wystarczająca by pociągnąć jeszcze jeden wagon 105N, ale w ruchu liniowym nigdy tego nie stosowano. Tramwaj wyposażono w hamulec elektromagnetyczny szynowy oraz bębnowy. Konstrukcja nadwozia, wózków i kilku innych zespołów chronione były patentami w kraju i za granicą.
Zmodernizowaną wersją 105N jest tramwaj 105Na.

### Wózki
Tramwaj posiada dwa identyczne napędowe wózki skrętne z silnikami napędzającymi obie osie.
Wózki są osadzone na belce bujakowej, na której znajduje się gniazdo czopu skrętu, na którym spoczywa pudło wagonu. Belka wsparta jest na ramie wózka za pośrednictwem sprężyn metalowo gumowych (II stopień usprężynowania). Do poprzecznic ramy wózka podwieszone są dwa silniki trakcyjne ustawione na przekątnej, tak aby wózek był równomiernie dociążony. Każdy silnik napędza jedną oś poprzez wał Kardana i przekładnię osiową. W celu zwiększenia komfortu, a także zmniejszenia wysokości wózka zastosowano koła dwublokowe, w których pomiędzy kołem centralnym a obręczą znajduje się warstwa gumy.

### Instalacja elektryczna

#### Pantograf
Tramwaje 105N zostały wyposażone w jeden klasyczny pantograf typu OTK-1 umieszczony nad pierwszym wózkiem. Pantograf ten jest identyczny jak w wagonach 13N oraz 102N i pokrewnych. Pantograf może zostać opuszczony ręcznie przez motorniczego lub mechanika za pomocą sznura w kabinie. W przypadku zwolnienia (pęknięcia) sznura pantograf podnosi się.

#### Układ napędowy

##### Silniki
W tramwaju montowano 4 szeregowe silniki elektryczne prądu stałego LTa-220, o napięciu znamionowym 300 V i prądzie znamionowym 150 A, mocy godzinowej 41,5 kW. Każdy silnik napędzał jedną oś, silniki obu osi jednego wózka były połączone szeregowo, a układy wózków równolegle. W modyfikacji 105Na zastosowano układ przełączania na czas rozruchu układu równoległego w szeregowy, otrzymując układ 4 silników połączonych szeregowo.

##### Rozrusznik
W tramwajach 105N zastosowano oporowy układ rozruchowy oparty na rozruszniku bębnowym GBT-373 takim jak w 13N. Zasadniczym elementem rozrusznika jest układ 99 oporników połączonych szeregowo. Wyprowadzenia oporników ułożone są w kształcie bębna. Wewnątrz bębna stykowego obraca się wirnik zawierający bęben ze stykami pomocniczymi i krzyżak, na którym znajdują się dwa okrągłe miedziane kółka dociskane sprężynami do styków. Obracanie wirnika z krzyżakiem zmienia położenie kółek stykowych, zmieniając liczbę oporników podłączonych w szereg z silnikami, regulując w ten sposób napięcie zasilania silników, a tym samym i ich moc. Przełącznik (wirnik) rozrusznika jest napędzany poprzez przekładnię ślimakową silniczkiem pomocniczym zwanym pilotującym. Silniczkiem pilotującym steruje przekaźnik samoczynnego rozruchu, który sterowany jest przez pedał nastawnika jazdy wciskany nogą motorniczego. Rozrusznik wykorzystywany jest też do regulacji siły hamowania elektrodynamicznego. Prąd odzyskowy trafia z powrotem do oporników.

##### Przekaźnik samoczynnego rozruchu
Przekaźnik samoczynnego rozruchu jest elektromechanicznym urządzeniem załączającym styki silniczka pomocniczego sterującego rozrusznikiem. Na położenie styków wpływają cewki: cewka prądowa – natężenie w niej jest zależne od prądu płynącego przez silniki, cewka regulacyjna – zależna od nastawy motorniczego, cewka wibracyjna styków – wprowadzająca cykliczne przerywanie styków, cewka wybiegowa – pracująca podczas jazdy na wybiegu, dostosowuje ustawienie rozrusznika do prędkości wagonu, tak by możliwe było płynne przejście do rozruchu lub hamowania. W nowszych modelach oraz w trakcie napraw zamieniano przekaźnik mechaniczny na elektroniczny.

#### Ogrzewanie i oświetlenie
W tramwaju 105N zastosowano, niestosowane wcześniej w tramwajach oświetlenie jarzeniowe zamiast oświetlenia żarówkowego. Dodatkowo zastosowano nowocześniejsze niż we wcześniejszych wagonach ogrzewanie na prąd sieciowy, które mimo że zużywało więcej energii (ogrzewanie nawiewowe wykorzystywało ciepło z chłodnic), to wymagało mniejszej obsługi niż ogrzewanie klasyczne.

#### Zalety
Zaletami wozu 105N były:
- duża pojemność
- wydajne ogrzewanie
- jasne wnętrze, dzięki dużej powierzchni przeszklonych ścian
- szybka wymiana pasażerów – wagon był wyposażony w 4 drzwi (o jedną parę więcej od poprzednika, tramwaju 13N)

## Dostawy
W latach 1975–1979 wyprodukowano 980 tramwajów.
| Państwo        | Miasto                              | Typ            | Lata dostaw    | Liczba    | Numery taborowe |        |  |
| -------------- | ----------------------------------- | -------------- | -------------- | --------- | --------------- | ------ |  |
| Polska         | Bydgoszcz                           | 105NW          | 1977           | 2         | 223, 224        |        |  |
| Polska         | Gdańsk                              | 105N           | 1975–1979      | 76        | 06201–06276     | [ 13 ] |  |
| Polska         | Gorzów Wielkopolski                 | 105N           |                |           |                 |        |  |
| Polska         | Górnośląsko-Zagłębiowska Metropolia | 105N           | 1975–1979      | 262*      | 311-572         | [ 14 ] |  |
| Polska         | Kraków                              | 105N           | 1975–1979      | 164 (163) |                 | [ 15 ] |  |
| Polska         | Łódź                                | 105NW          | 1977           | 2         | 459, 460        | [ 16 ] |  |
| Polska         | Łódź                                | 805N           | 1978           | 25        |                 | [ 17 ] |  |
| Polska         | Poznań                              | 105N           | 1975           | 17        |                 | [ 18 ] |  |
| Polska         | Poznań                              | 105N1          | 1976–1979      | 111       |                 | [ 18 ] |  |
| Polska         | Szczecin                            | 105N           | 1975–1979      | 98        | 631–728         | [ 19 ] |  |
| Polska         | Warszawa                            | 105N           | 1975–1976      | 100       | 1000–1099       | [ 20 ] |  |
| Polska         | Wrocław                             | 105N           |                |           |                 |        |  |
| Łączna liczba: | Łączna liczba:                      | Łączna liczba: | Łączna liczba: | 980       |                 |        |  |

*Nr. tab. 409 został obsadzony powtórnie przez nowy wagon z 1977r., a oryginalny wagon 409 został przystosowany na naukę jazdy nr. tab. 50. Jednakowoż w 1980r. "drugi" 409 został skasowany, a w zamian wagon szkoleniowy 50 powrócił do dawnego numeru, z którym jeździł do 1996r.
Uwaga: Wykaz miast, do których dostarczono tramwaje 105N, nie jest kompletny. Nie uwzględnia również miast, które otrzymały używane tramwaje.

## Eksploatacja

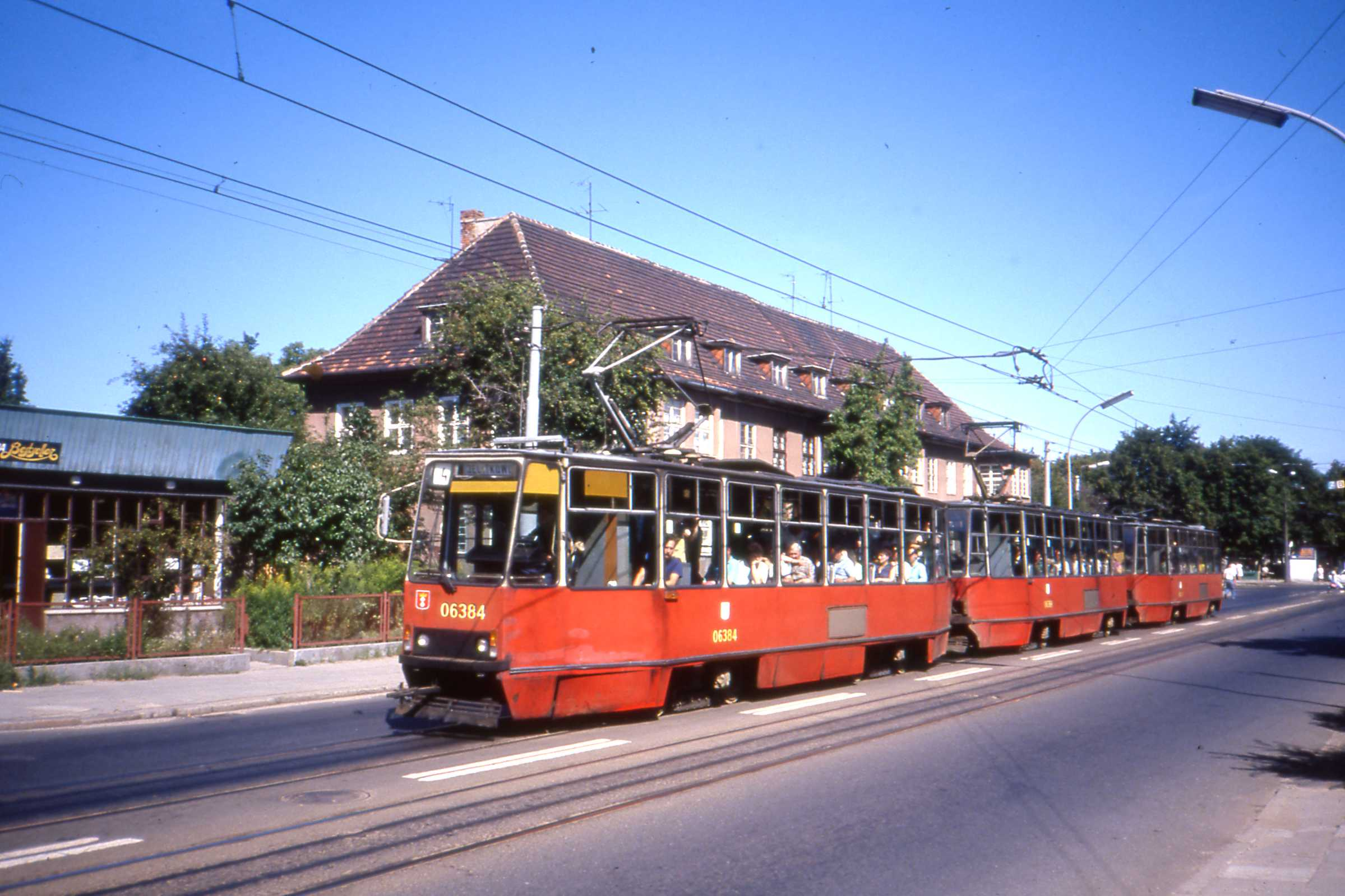
Potrójny skład tramwajów 105N w Gdańsku, 1990

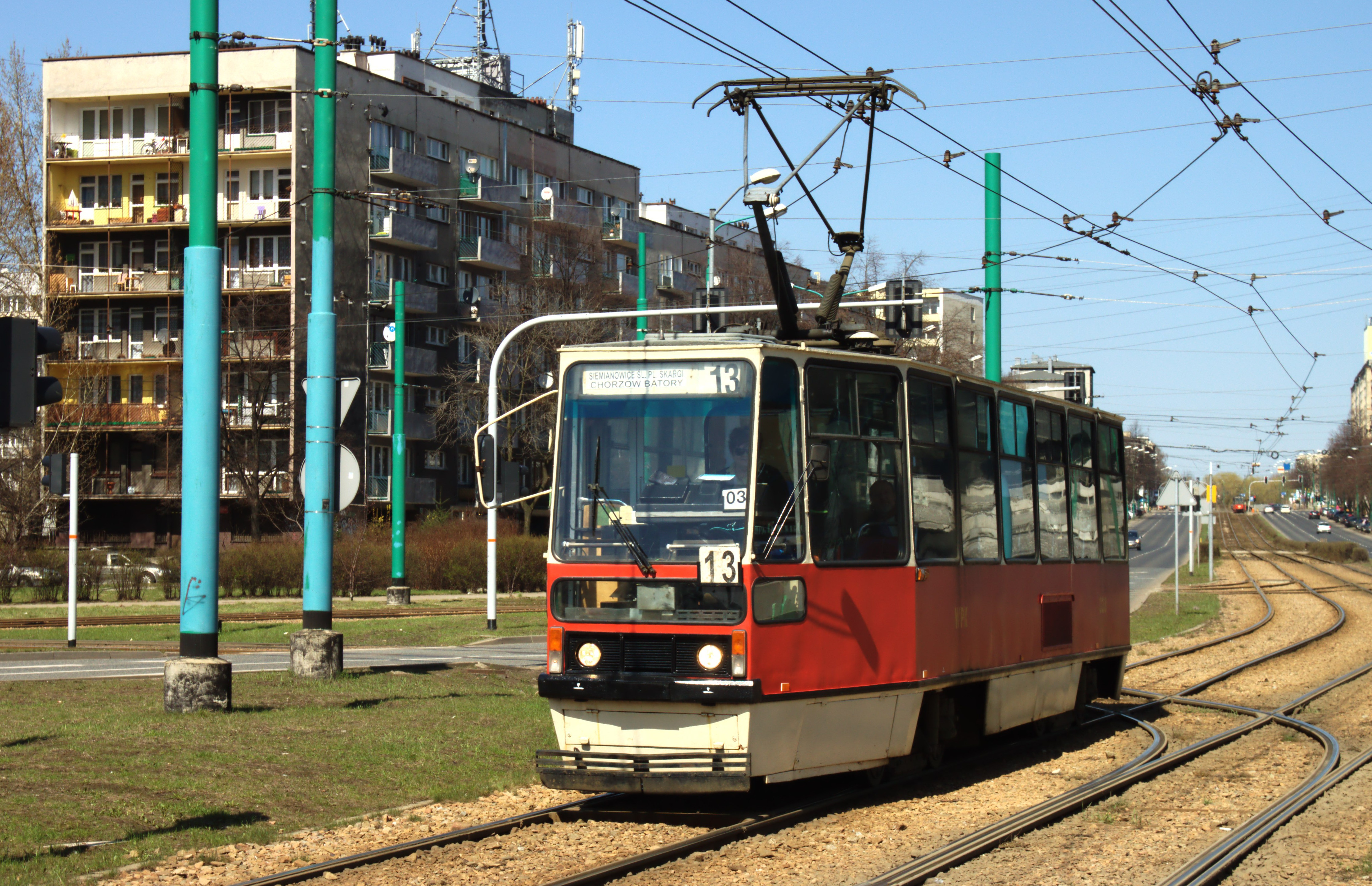
105N nr. tab.338 w Katowicach

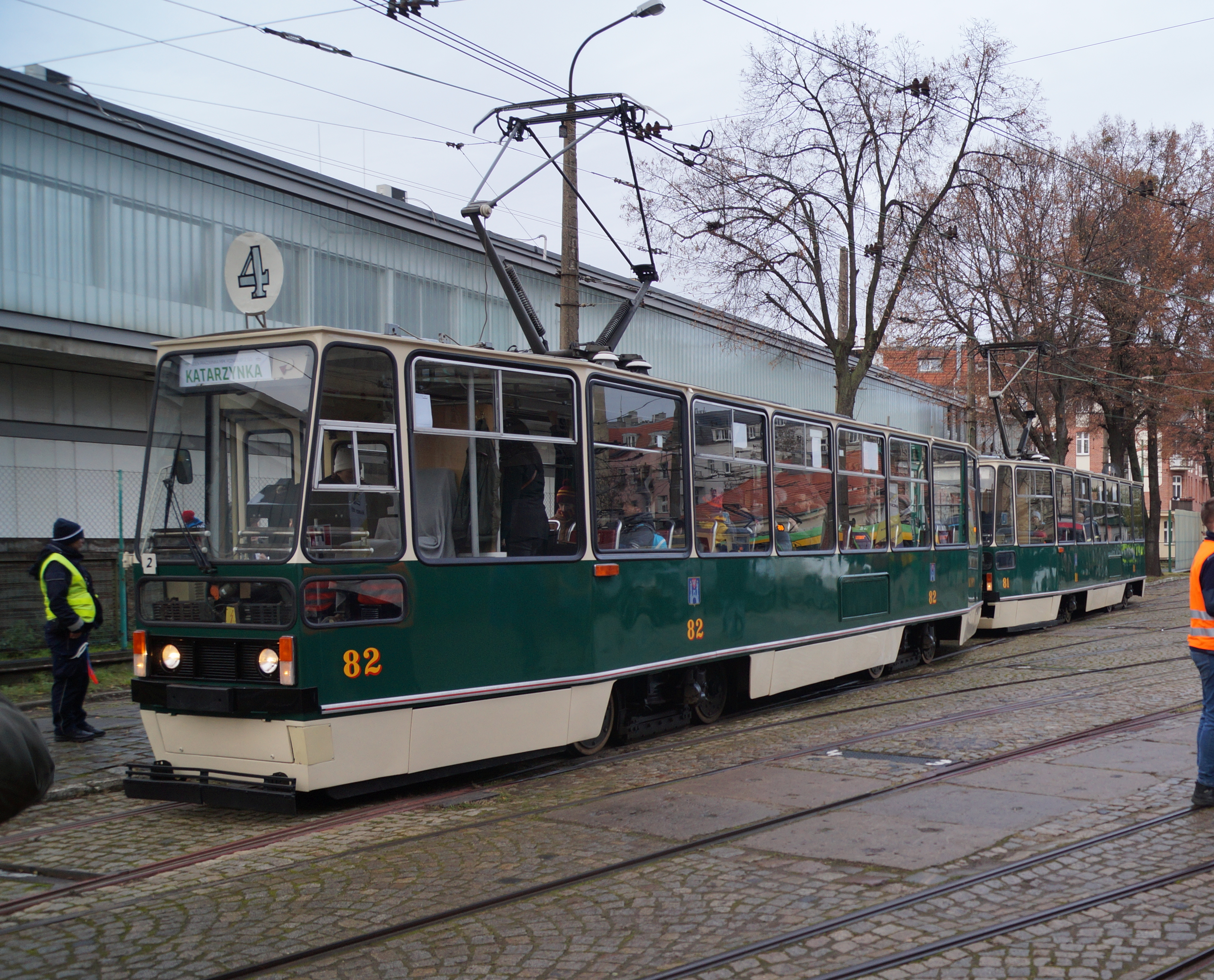
Skład tramwajów typu 105N w Poznaniu

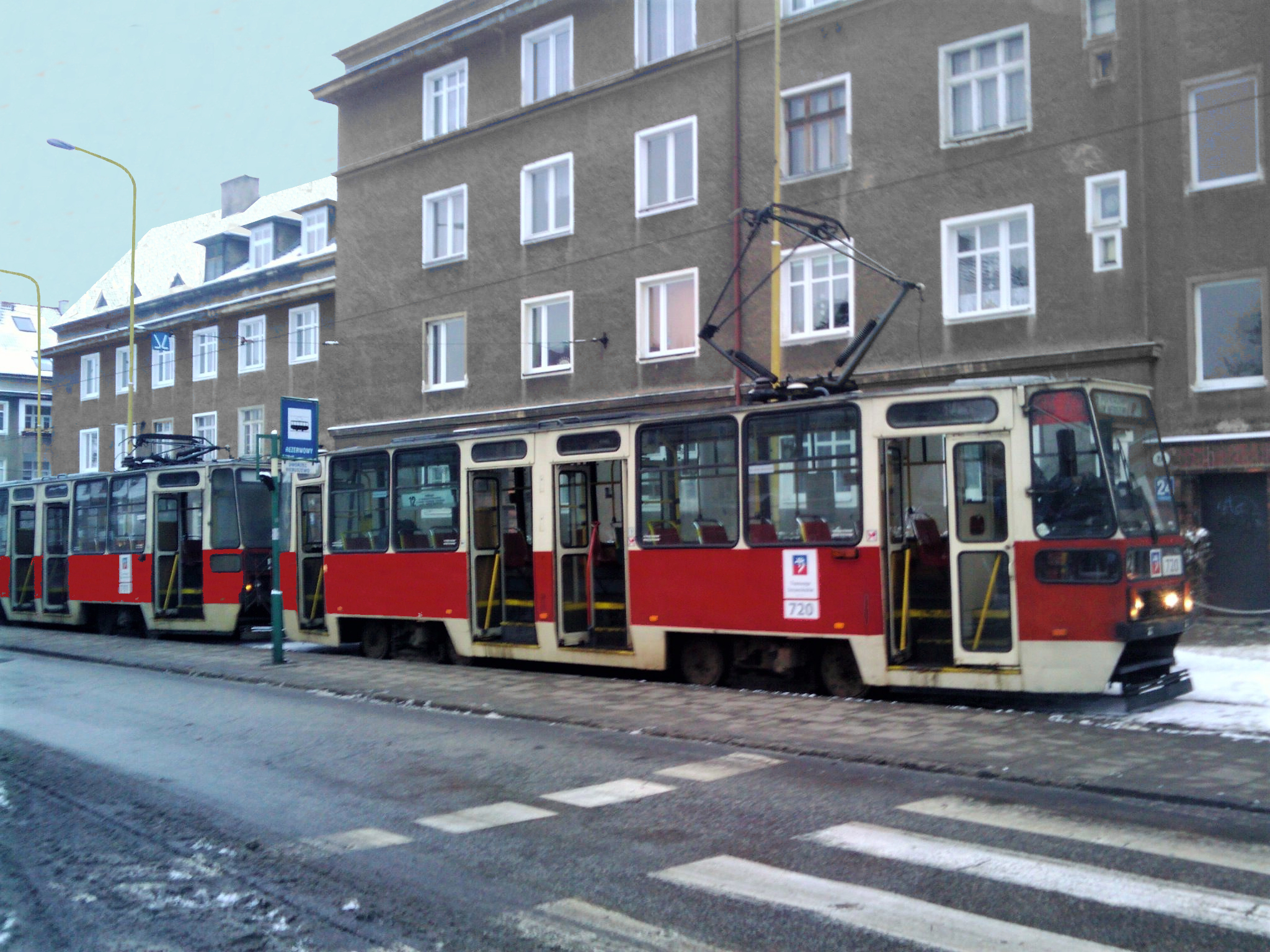
Liniowo-historyczny skład wagonów 105N w Szczecinie

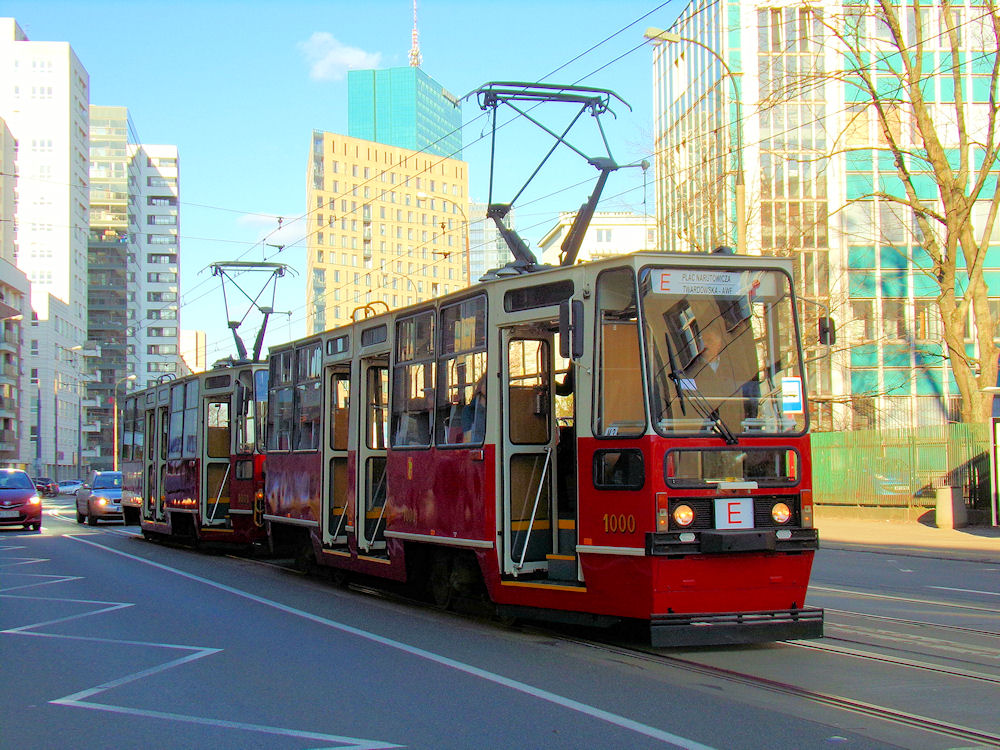
Skład wagonów 105Na upodobnionych wizualnie do 105N, Warszawa.

### Bydgoszcz
Pierwsze dwa tramwaje 105N w wersji wąskotorowej trafiły do Bydgoszczy w marcu 1977 roku (#223 i #224). Oba wagony zostały przebudowane w latach dziewięćdziesiątych na 805Na. Jeden z nich został skreślony z inwentarza w 1999 roku. Drugi na początku 2013 r. Wagony miały oznaczenie 105NW.

### Gdańsk
Pierwsze tramwaje 105N trafiły na stan Wojewódzkiego Przedsiębiorstwa Komunikacyjnego w Gdańsku w lutym 1975. Pierwsze 5 wagonów, mających numery fabryczne 43-47, zostało oznaczone numerami 06201-06205. Początkowo tramwaje te jeździły solo ze względu na problemy z jazdą ukrotnioną. Z pierwszej serii, która trafiła do Gdańska, istnieje już tylko jeden egzemplarz (06204) przebudowany później na 105Na (1204). Druga transza tramwajów przybyła w maju 1976 roku. Na stan wprowadzono wówczas 10 nowych wagonów (numery fabryczne 316-325), które w Gdańsku dostały kolejne numery (06206-06215). Ostatnia dostawa nowych pojazdów serii 105N nastąpiła w marcu 1979, ostatni nowy wagon otrzymał numer 06276. W sumie w ramach tych dostaw WPK w Gdańsku dostało 76 wagonów 105N.
Następne wagony tego typu w Gdańsku pochodziły z wymian z innymi zakładami. W 1988 roku, w zamian za wagony 102N i 102Na, z MPK Kraków do Gdańska trafiło 46 tramwajów 105N wyprodukowanych w latach 1976–1978.
Przebudowa wagonów 105N na 105Na rozpoczęła się w 1994 roku. Modernizacje wykonywano we własnych warsztatach ZKM oraz w ZNTK Gdańsk, ZUTiKT Chorzów, MZNT Kraków. Od 2002 roku rozpoczęto przebudowę 105Na ex. 105N na typ 105NCh i 105NChD, a przebudowy dokonała firma Protram z Wrocławia. Ostatnie wagony 105N zakończyły służbę liniową na przełomie 2004 i 2005 roku, kiedy to zostały wysłane na naprawę główną do Łodzi i w ramach tej naprawy przebudowane na 105Na. W tym samym okresie wagon 1234 trafił na remont do warsztatów ZKM, podczas którego nadano mu pierwotny wygląd wagonów z pierwszej serii, która dotarła do Gdańska. Ostatni oryginalny wagon 105N nosi numer 06205 i do niedawna służył jako drugi w składzie nauki jazdy, a obecnie używany jest do przejazdów okolicznościowych jako wagon historyczny. Pozostał także jeden czynny wagon techniczny o numerze 9005.

### Gorzów Wielkopolski
Eksploatacja wagonów 105N rozpoczęła się w Gorzowie Wielkopolskim w grudniu 1975 roku.
W Gorzowie Wielkopolskim w ruchu liniowym eksploatowane były do końca 2013 roku, zaś na przełomie 2017 i 2018 roku wszystkie wagony zostały skasowane. W 2020 roku do kasacji została wywieziona doczepa do dawnego składu nauki jazdy.

### Konurbacja górnośląska
Na Górnym Śląsku eksploatacja wagonów 105N rozpoczęła się 3 stycznia 1975. W sumie było w eksploatacji aż 262 tych wagonów, w tym pierwsze dziesięć wyprodukowanych (według numeru fabrycznego). W 2010 roku w eksploatacji było wciąż 14 wagonów tego typu.

### Kraków
Pierwsze wagony 105N pojawiły się już w styczniu 1975. W sumie w latach 1975–1979 dostarczono aż 164 sztuki tych najnowocześniejszych wówczas tramwajów. Obecnie jednak wszystkie zostały przebudowane na 105Na oprócz 8 przebudowanych na 105NT. W 1988 roku, w zamian za wagony 102N i 102Na, z MPK Kraków do Gdańska trafiło 46 tramwajów 105N wyprodukowanych w latach 1976–1978. Część wagonów była przebudowana na 105NG.

### Łódź
W Łodzi były eksploatowane dwa prototypowe wagony 105NW oraz dostarczone później 805N, 805NS oraz 805Na.

#### 105NW
Dwie prototypowe jednostki 105NW zostały przyjęte na stan łódzkiego MPK dopiero w styczniu 1977. Opóźnienie to w stosunku do innych miast było związane z tym, że w Łodzi tramwaje poruszają się po wąskich torach i trzeba było opracować wersję na wąskie tory.
Nowe wagony zostały przydzielone do zajezdni przy Tramwajowej. Wagony te po testach zarówno solo, jak i w składzie dwuwagonowym, zostały skierowane do obsługi linii 11. Początkowo nosiły numery 459, 460. W 1984 roku wagon 460 został przebudowany na 805NS. W 1985 wagon 459 dostał nowy numer 1459. Wagon 1459 został przebudowany na 805Na, a po wycofaniu z eksploatacji uzyskał numer 3459 i stoi jako pomnik linii tramwajowej 42 w Rzgowie. Wagon 460 był dalej eksploatowany jako 805Na o numerze 1460 i ostatecznie został zezłomowany.

### Poznań
Eksploatacja wagonów 105N w Poznaniu rozpoczęła się w 1975 roku. W stolicy Wielkopolski w sumie wykorzystywano do ruchu liniowego 126 pojazdów tego typu. Do końca 2013 roku jeździł liniowo jeden dwuwagonowy skład będący składem liniowo-historycznym (numery 193+194, w 2015 roku przemianowane na 82+81), w którym odtworzono wprawdzie niektóre elementy, tak jak wyglądały w pierwszych latach eksploatacji, jednakże jest wyposażony w inne przetwornice, przyciski indywidualnego otwierania drzwi, światła przeciwmgielne oraz nowoczesne kasowniki (elementy te były niezbędne do prowadzenia ruchu liniowego w Poznaniu; docelowo pojazdy mają być w pełni historycznymi, w których stan byłby dokładnie taki jak na początku użytkowania). W roku 2014 został dostosowany do stanu oryginalnego.

### Szczecin
Pierwszy wagon 105N w Szczecinie wyruszył w trasę 18 marca 1975.
Kolejne przyjechały do Szczecina w sierpniu 1975 roku. Początkowo trasę obsługiwały wyłącznie solo, jednakże z czasem łączono je po dwa. Przez pierwsze 15 lat wagony stacjonowały wyłącznie w zajezdni Pogodno. W 1978 roku rozpoczęto eksploatacje składów 3 wagonowych.
Wraz z kolejnymi dostawami tramwajów 105N w Szczecinie planowano rozbudowę zajezdni pod nowe tramwaje.
W 1984 roku wraz z postępującym kryzysem oraz brakami motorniczych wprowadzono składy trójwagonowe na znacznie większą skalę.
W 1994 roku w Szczecinie jeździło 86 wagonów 105N, dodatkowo planowano kupić w latach 1994–1997 jeszcze 24 wagony tego typu z innych miast, w których wagony te miałby być przeznaczone do kasacji. Wagony te miały zostać wyremontowane MZK Szczecin. Jednakże sprowadzenie z Niemiec wagonów Düwag GT6 spowodowało zmniejszenie zainteresowania kupnem używanych wagonów 105N.
W 2001 roku zakupiono 14 zmodernizowanych wagonów 105N2k/S/2000.
W Szczecinie służyło w sumie 98 wagonów 105N, które później zostały przerobione na 105Na lub zezłomowane. Dwa wagony zostały jednak dla celów muzealnych przebudowane z powrotem ze 105Na na oryginalny 105N oraz pomalowane w historyczne barwy. Obecnie wagony te noszą numery 720 i 701.

### Warszawa
Pierwsze dwa prototypowe tramwaje 105N trafiły do Warszawy w 1974 roku. Oba wagony zostały przydzielone do zajezdni wolskiej. Po testach, czyli od 1975 roku zaczęto dostarczać kolejne. Do Warszawy trafiło w sumie zaledwie, biorąc pod uwagę wielkość sieci, 100 sztuk tych wówczas najnowocześniejszych tramwajów w Polsce. Stan ten był spowodowany w dużej mierze tym, że Warszawa była obsługiwana przez sporą liczbę tramwajów 13N, które wówczas nie były jeszcze w złym stanie oraz potrzebami innych miast w Polsce.
W 2007 roku w zajezdni na Woli stacjonowało jeszcze 55 tych pojazdów oraz dodatkowo aż 103 wagony modeli pokrewnych (105Na – 1 sztuka, 105N2k – 70, 105N2k/2000 – 32). Oprócz nich był również wagon 13N oraz zaledwie 31 wagonów nowszej generacji. Według danych Warsztatów Głównych Zakładu Naprawy Tramwajów T-3 w Warszawie. Zakłady te dokonywały od kilku do 100 napraw głównych pojazdów rodziny 105N (naprawy główne wykonuje się co 3 lata). Jednakże w liczbie tej zawierają się również wagony pozostałych pokrewnych typów oprócz 105N2k i 105N2k/2000. Tramwaje 105N trafiły później również do innych zajezdni w stolicy jednak były to pojedyncze sztuki.

### Wrocław
Pierwsze wagony 105N zostały dostarczone do Wrocławia w 1975 roku. W 1994 roku we Wrocławiu było wciąż 116 tramwajów tego typu, był to drugi co do liczebności typ wagonów we Wrocławiu. W 2005 roku we Wrocławiu były już tylko 4 (wszystkie w ruchu liniowym).

### Pozostałe miasta
Miasta w Polsce, w których nie było oryginalnych 105N/805N mimo że w latach 70. istniała tam sieć tramwajowa.
- Grudziądz (są jednak 805Na i 805Nb)
- Toruń[44] (są jednak 805Na)
- Elbląg[45][46] (są jednak 805Na)

## Rozwój konstrukcji
W latach 90. XX wieku wiele przedsiębiorstw tramwajowych w Polsce planowało wymieniać tabor na nowocześniejszy, jednak z powodu trudnej sytuacji finansowej poszukiwano tanich rozwiązań. Zakłady Konstal stworzyły wówczas liczne koncepcje przegubowych i częściowo niskopodłogowych tramwajów bazujących na serii 105N. 